# Lytton Reef
Lytton Reef är ett rev på Stora barriärrevet i Australien. Det ligger utanför Kap Yorkhalvön i delstaten Queensland.